# Гарві (Іллінойс)
Гарві (англ. Harvey) — місто (англ. city) в США, в окрузі Кук штату Іллінойс. Населення — 20 324 особи (2020).

## Географія
Гарві розташоване за координатами 41°36′27″ пн. ш. 87°39′8″ зх. д. / 41.60750° пн. ш. 87.65222° зх. д. (41.607445, -87.652279).  За даними Бюро перепису населення США в 2010 році місто мало площу 16,32 км², уся площа — суходіл.

## Демографія
Згідно з переписом 2010 року, у місті мешкали 25 282 особи в 7947 домогосподарствах у складі 5664 родин. Густота населення становила 1549 осіб/км².  Було 9805 помешкань (601/км²).
Расовий склад населення:
| - 75,8 % — чорних або афроамериканців - 10,0 % — білих - 0,9 % — азіатів - 0,3 % — корінних американців - 11,3 % — осіб інших рас |

До двох чи більше рас належало 1,7 %. Частка іспаномовних становила 19,0 % від усіх жителів.
За віковим діапазоном населення розподілялося таким чином: 31,5 % — особи молодші 18 років, 58,1 % — особи у віці 18—64 років, 10,4 % — особи у віці 65 років та старші. Медіана віку мешканця становила 30,8 року. На 100 осіб жіночої статі у місті припадало 95,1 чоловіків;  на 100 жінок у віці від 18 років та старших — 91,4 чоловіків також старших 18 років.
Середній дохід на одне домашнє господарство  становив 34 393 долари США (медіана — 22 014), а середній дохід на одну сім'ю — 47 260 доларів (медіана — 35 292). Медіана доходів становила 38 112 долари для чоловіків та 28 717 доларів для жінок. За межею бідності перебувало 36,4 % осіб, у тому числі 51,1 % дітей у віці до 18 років та 18,7 % осіб у віці 65 років та старших.
Цивільне працевлаштоване населення становило 8018 осіб. Основні галузі зайнятості: освіта, охорона здоров'я та соціальна допомога — 30,3 %, роздрібна торгівля — 13,1 %, транспорт — 12,6 %.